# 沈詩鈞
沈詩鈞（英語：March Tian Boedihardjo；1998年—）；是香港資優生，截至目前為止是香港最年輕的大學生。

## 學術經歷
2007年，沈詩鈞在英國考畢中等教育普通證書(GCSE)及普通教育高級程度證書(GCE A-Level)共約四十門試卷。高考數學(Advanced level mathematics)及進階數學(Further Mathematics)均考獲A級、統計學B級，另於最艱深的高級拓展考試數學卷中獲良（Merit），並以這些成績，向香港的幾所大學申請入學。隨後，香港浸會大學宣佈錄取他為數學系學生，是繼何凱琳於同年8月8日以14歲進入香港中文大學後的香港最年輕大學生；由於他在9歲入大學，因此有「神童」的稱號。2011年，他完成的數學理學士和數學哲學碩士雙學位課程，以二等高級榮譽畢業。同年，他前往美國德州農工大學以訪問學人身份做研究，並且攻讀博士學位。
2017年，沈詩鈞以18之齡成為美國加州大學洛杉磯分校的非終身軌（non-tenure track）客席助理教授（相當於博士後的短期職位），並簽約3年。

## 家庭
沈詩鈞生于香港，是闽南民系裔香港人，父親是華僑，祖籍福建省泉州市安溪。而哥哥沈怡謀（Horatio Boedihardjo）在14歲時已經入讀牛津大學，在外國簡易考試上算是尖子，沈怡謀小學於番禺會所華仁小學畢業，中學升讀香港華仁書院，成績一般，全級考60幾名，完成中一後轉去英基學校，而中一之前未曾跳級。沈怡謀在牛津大學以一級榮譽成績完成數學學士課程，及後於同一學系攻讀博士學位，現英國華威大學統計學系副教授。
沈詩鈞的曾祖父沈清江於1896年出生，是印尼安斑蘭中華總商會主席，1966年移居香港，成為香港珠江戲院、新中華國貨有限公司、泰新（遠東）有限公司、幸昌企業有限公司、福豐貿易公司、新盛企業等的創辦人，億萬家財，顯赫一時。

## 爭議
2010年9月1日的新聞報導內，沈詩鈞談到現時的大學生只會拍拖和打機，惹來不少網民以及時下大學生不滿。他們普遍認為，沈詩鈞由於年齡關係，不能理解正常大學生的生活而出言批評，故他在網絡上被要求公開道歉。

## 外部連結
- BBC News: Child star wins university place（页面存档备份，存于）, 24 August 2007
- March Boedihardjo （页面存档备份，存于）
- March Boedihardjo